# (500530) 2012 TG320
(500530) 2012 TG320 es un asteroide que forma parte del cinturón interior de asteroides, descubierto el 24 de septiembre de 2009 por el equipo del Mount Lemmon Survey desde el Observatorio del Monte Lemmon, Arizona, Estados Unidos.

## Designación y nombre
Designado provisionalmente como 2012 TG320.

## Características orbitales
2012 TG320 está situado a una distancia media del Sol de 1,921 ua, pudiendo alejarse hasta 2,147 ua y acercarse hasta 1,696 ua. Su excentricidad es 0,117 y la inclinación orbital 21,48 grados. Emplea 973,110 días en completar una órbita alrededor del Sol.

## Características físicas
La magnitud absoluta de 2012 TG320 es 17,7. 